# Joxen
Joxen är en före detta sjö, nu liten våtmark, i Linköpings kommun i Östergötland och ingår i Motala ströms huvudavrinningsområde.